# Olympische Sommerspiele 2016/Radsport – BMX-Rennen (Frauen)
Das BMX-Rennen der Frauen bei den Olympischen Spielen 2016 in Rio de Janeiro fand vom 17. bis 19. August 2016 statt.
Die Kolumbianerin Mariana Pajón gewann die Goldmedaille vor der US-Amerikanerin Alise Post, die Silber gewann. Auf dem Bronzerang landete Stefany Hernández aus Venezuela.

## Ergebnisse

### Platzierungsrunde
| Rang | Name                 | Nation             | Zeit     |
| ---- | -------------------- | ------------------ | -------- |
| 1    | Mariana Pajón        | Kolumbien          | 34,508 s |
| 2    | Caroline Buchanan    | Australien         | 34,752 s |
| 3    | Laura Smulders       | Niederlande        | 35,114 s |
| 4    | Stefany Hernández    | Venezuela          | 35,202 s |
| 5    | Simone Christensen   | Dänemark           | 35,251 s |
| 6    | Elke Vanhoof         | Belgien            | 35,325 s |
| 7    | Brooke Crain         | Vereinigte Staaten | 35,345 s |
| 8    | Alise Post           | Vereinigte Staaten | 35,509 s |
| 9    | Merle van Benthem    | Niederlande        | 35,644 s |
| 10   | Lauren Reynolds      | Australien         | 35,666 s |
| 11   | Jaroslawa Bondarenko | Russland           | 35,682 s |
| 12   | Manon Valentino      | Frankreich         | 36,377 s |
| 13   | Amanda Carr          | Thailand           | 36,464 s |
| 14   | Nadja Pries          | Deutschland        | 37,152 s |
| 15   | Priscilla Carnaval   | Brasilien          | 37,534 s |
| 16   | Gabriela Díaz        | Argentinien        | 40,073 s |

### Halbfinale

#### Halbfinale 1
| Rang | Name               | Nation             | Lauf 1 (Pkt.) | Lauf 2 (Pkt.)    | Lauf 3 (Pkt.)    | Punkte | Anm. |
| ---- | ------------------ | ------------------ | ------------- | ---------------- | ---------------- | ------ | ---- |
| 1    | Mariana Pajón      | Kolumbien          | 34,642 s (1)  | 35,098 s (1)     | 34,479 s (1)     | 3      | Q    |
| 2    | Alise Post         | Vereinigte Staaten | 35,480 s (3)  | 35,117 s (2)     | 35,417 s (3)     | 8      | Q    |
| 3    | Stefany Hernández  | Venezuela          | 35,282 s (2)  | 52,695 s (7)     | 34,912 s (2)     | 11     | Q    |
| 4    | Manon Valentino    | Frankreich         | 36,226 s (5)  | 35,448 s (3)     | 35,744 s (4)     | 12     | Q    |
| 5    | Gabriela Díaz      | Argentinien        | 39,669 s (8)  | 38,965 s (4)     | 38,625 s (5)     | 17     |      |
| 6    | Amanda Carr        | Thailand           | 36,869 s (6)  | 39,782 s (5)     | 43,217 s (7)     | 18     |      |
| 7    | Simone Christensen | Dänemark           | 35,631 s (4)  | 48,134 s (6)     | 1:21,312 min (8) | 18     |      |
| 8    | Merle van Benthem  | Niederlande        | 37,378 s (7)  | 1:47,817 min (8) | 39,990 s (6)     | 21     |      |

#### Halbfinale 2
| Rang | Name                 | Nation             | Lauf 1 (Pkt.) | Lauf 2 (Pkt.) | Lauf 3 (Pkt.)    | Punkte | Anm. |
| ---- | -------------------- | ------------------ | ------------- | ------------- | ---------------- | ------ | ---- |
| 1    | Laura Smulders       | Niederlande        | 34,938 s (2)  | 34,670 s (1)  | 34,670 s (1)     | 4      | Q    |
| 2    | Brooke Crain         | Vereinigte Staaten | 35,095 s (3)  | 35,405 s (2)  | 34,891 s (2)     | 7      | Q    |
| 3    | Elke Vanhoof         | Belgien            | 35,350 s (4)  | 36,834 s (6)  | 35,570 s (3)     | 13     | Q    |
| 4    | Jaroslawa Bondarenko | Russland           | 35,800 s (5)  | 35,310 s (3)  | 36,126 s (5)     | 13     | Q    |
| 5    | Caroline Buchanan    | Australien         | 34,523 s (1)  | 35,405 s (4)  | 1:21,586 min (8) | 13     |      |
| 6    | Lauren Reynolds      | Australien         | 35,800 s (6)  | 53,373 s (7)  | 36,017 s (4)     | 17     |      |
| 7    | Nadja Pries          | Deutschland        | 36,864 s (7)  | 36,683 s (5)  | 38,540 s (7)     | 19     |      |
| 8    | Priscilla Carnaval   | Brasilien          | 36,949 s (8)  | 54,183 s (8)  | 38,210 s (6)     | 22     |      |

### Finale
| Rang | Name                 | Land               | Zeit         |
| ---- | -------------------- | ------------------ | ------------ |
| 1    | Mariana Pajón        | Kolumbien          | 34,093 s     |
| 2    | Alise Post           | Vereinigte Staaten | 34,435 s     |
| 3    | Stefany Hernández    | Venezuela          | 34,755 s     |
| 4    | Brooke Crain         | Vereinigte Staaten | 35,520 s     |
| 5    | Jaroslawa Bondarenko | Russland           | 36,017 s     |
| 6    | Elke Vanhoof         | Belgien            | 39,538 s     |
| 7    | Laura Smulders       | Niederlande        | 1:52,235 min |
| 8    | Manon Valentino      | Frankreich         | 2:41,109 min |